# Шърман (окръг, Канзас)
Вижте пояснителната страница за други значения на Шърман.
Окръг Шърман (на английски: Sherman County) е окръг в щата Канзас, Съединени американски щати. Площта му е 2735 km², а населението - 6153 души. Административен център е град Гудланд.